# Dragan Bjelogrlić
Dragan Bjelogrlić „Bjela” sau Drăgan Bjelogrlici (în sârbă Драган Бјелогрлић, pronunțat [drǎɡan bjeˈlǒɡr̩lit͜ɕ ˈbjěːla]; n. 10 octombrie 1963, Opovo, Banatul de Sud, RS Serbia, RSF Iugoslavia) este un actor, regizor de film și producător sârb. A devenit celebru pentru rolul lui Slobodan Popadic în serialul TV iugoslav Bolji zivot  (1987-1991) și ca regizor al filmului Montevideo: Puterea unui vis. Dragan Bjelogrlić a jucat în peste 80 de filme cinematografice, filme TV și seriale de televiziune.  A primit peste 15 premii majore de film la festivaluri interne și peste 20 de premii și nominalizări internaționale.

## Biografie
Dragan Bjelogrlić s-a născut la 10 octombrie 1963, la Opovo, Banatul de Sud, Republica Socialistă Serbia, RSF Iugoslavia.
La 14 ani a debutat ca actor, cu memorabilul rol Sava Jovanovic Sirogojno în Bosko Buha (regia Branko Bauer), un film de partizani  din 1978 bazat pe evenimente reale care a devenit foarte popular în Iugoslavia.
În 1984, s-a înscris la Facultatea de Arte Dramatice din Belgrad, pe care a absolvit-o în anul 1989.
A devenit celebru pentru rolul lui Slobodan Popadic în serialul Bolji zivot. Dragan Bjelogrlić a devenit unul dintre cei mai cunoscuți actori sârbi cu roluri ca Misko în serialul TV Zaboravljeni (Uitat, 1990) sau Crni în filmul Crni bombarder (Bombardierul negru, 1992),  ca Aleksa în Pun mesec nad Beogradom (Luna plină peste Belgrad, 1993), ca Milan în Lepa sela lepo gore (Satele frumoase ard frumos, 1996) sau ca Svabo în Camionul roșu-gri din 200.
Bjelogrlić a lucrat și ca producător de film, iar primul film pe care l-a produs a fost Lepa sela lepo gore din 1996.
Ca regizor, Bjelogrlić a regizat lungmetrajele și serialul TV din franciza Montevideo. Primul film al seriei a fost prepunerea Serbiei la Premiul Oscar pentru cel mai bun film străin. Scenariul filmului a fost scris după cartea jurnalistului sportiv Vladimir Stanković, care a relatat despre marele succes al echipei naționale a Iugoslaviei (care a fost formată doar din jucători din Serbia) la primul Campionat Mondial de Fotbal din Uruguay din 1930, când echipa Iugoslaviei a ajuns până în faza semifinalelor. Următorul film al seriei, Montevideo, vidimo se! (2014), regizat tot de Bjelogrlić, continuă aventurile echipei iugoslave de fotbal din primul film. În 2012-2014, a regizat 26 de episoade ale serialului TV Montevideo, Bog te video!, serial care a fost unul dintre cei mai vizionate din Croația.
Dragan Bjelogrlić este rudă cu cântăreața Zorana Pavić.

## Filmografie
Ca actor
- Boško Buha (1978) - Sava Jovanović Sirogojno
- Bal na vodi (1987) - Saša
- Aenigma (1987) - Tom
- Bolji život (1987–1991) - Slobodan „Boba” Popadić
- Kako je propao rokenrol (1989) - Milicioner Radivoje
- Hajde da se volimo 3 (1990)
- Crni bombarder (1992) - Crni bombarder
- Lepa sela lepo gore (1996) - Milan
- Rane (Rănile, 1998) - Ludi Kure
- Nebeska udica (1999) - Toza
- Calea Lactee ( Mliječni put, 2000)
- Rat uživo (2000) - Sergej -
- Nataša (2001) - Aca
- Ledina (2003) - Drăgan
- Kajmak i marmelada (2003) - Goran
- Sivi kamion crvene boje (2004) - Švabo
- Ivkova slava (2005) - Kalča
- Tata i zetovi (2006-2007) - Bubić - Tata și ginerele
- Vratiće se rode (2007–2008) - Ekser
- Doktor Rej i đavoli (2012) - Ratko Dražević
- Monumentul lui Michael Jackson (2015) - Dušan
- Vojna akademija (2016) - Potpukovnik Panić
- Shadows over the Balkans/Black Sun (2017) - Andra Tanasijević
- Južni vetar (2018) - Car

Ca regizor
- Montevideo: Puterea unui vis (Montevideo, Bog te video!, 2010)
- Montevideo, vidimo se! (2014)
- Montevideo, Bog te video! (serial TV, 2012-2014)